# NGC 1696
NGC 1696 is een open sterrenhoop in het sterrenbeeld Goudvis. Het hemelobject werd op 2 november 1834 ontdekt door de Britse astronoom John Herschel.

## Synoniemen
- ESO 56-SC4